# 요쓰야 괴담

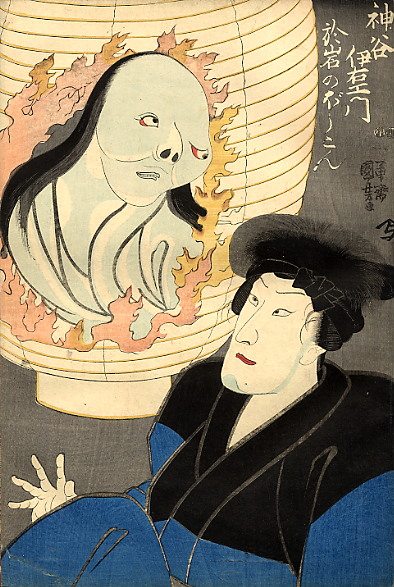
東海道四谷怪談 「일그러진 얼굴의 오이와」（니시키에）

요쓰야 괴담(四谷怪談, 사곡괴담)은 일본의 가부키극 중 하나이며, 순 세태 거리의 대작가 쓰루야 남보쿠(鶴屋南北;학옥남북)의 대표적 작품이자 일본의 손꼽히는 괴담이다. 본명은 동해도사곡괴담, 도카이도 요쓰야 카이당(東海道四谷怪談)이다.
특히 요쓰야 괴담은 카나데혼츄신구라(仮名手本忠臣蔵)의 연장이라고 할 수 있는 이면(裏面)세계를 다루고 있는데, 요쓰야 괴담에 나오는 인물 전부가 모두 카나데혼츄신구라와 관계가 깊은 인물들이다. 그러나 다른점이라면, 카나데혼츄신구라의 내용이 충절과 대의였다면, 요쓰야 괴담의 내용은 오로지 자의적, 이기적이라는 것이다. 이 둘이 극명하여 보는 이로 하여금 충분한 흥미와 재미를 주고 있다.
현재 일본에선 소화 31년(1956)이후로 전막 상연이 이뤄지지 않고 있다. 워낙 대작에다가 소화하는데 무리가 있다는 이유에서다.

## 등장인물
|                 |                                  | 1747년(문정 8년) 초연 에도 나카무라 좌 |
| --------------- | -------------------------------- | -------------------------------------- |
| 다미야 이에몬   | 주인공                           |                                        |
| 요쓰야 사몬     | 이에몬의 표적                    |                                        |
| 오이와          | 사몬의 딸이자 이에몬의 처        |                                        |
| 고노 모로노     | 이에몬의 이웃                    |                                        |
| 이토 기헤에     | 모로노의 하인                    |                                        |
| 오우메          | 기헤에의 딸이자 이에몬의 둘째 처 |                                        |
| 오소데          | 오이와의 동서                    |                                        |
| 사토 요모시치   | 오소데의 약혼남                  |                                        |
| 나오스케 곤베에 | 오소데의 실질적 남편             |                                        |

## 줄거리
무사 다미야 이에몬은 어느 날 공금횡령을 저지른다. 하지만 이를 목격한 요쓰야 사몬의 존재를 알아차린 이에몬은 그를 은연중에 암살한다. 이에몬은 그를 암살한 후 그에게 딸이 있다는 것을 알고, 딸인 오이와와 부부생활을 하고 있었다. 그러나, 그의 이웃인 고노 모로노의 하인, 이토 기헤에의 딸, 오우메가 자신을 또한 연모하고 있다는 사실을 알고는 모로노의 집에 취직하는 조건으로 그녀의 사위가 되기로 결심하고 실행에 착수한다. 정이 식은 오이와에게 이에몬은 폭력을 행사하며 이혼을 요구한다. 결국, 그의 예비 장인어른인 이토 기헤에는 더 이상 못 참고 오이와에게 얼굴이 흉측하게 일그러지는 독약을 속여 먹이고, 이에몬은 그녀를 완전히 떠났다.

오이와는 모두에게 배신당한 것을 받아들이고, 이에몬의 칼로 목을 베고 죽는다. 그리고 원혼이 남아 기헤에와 오우메가 화를 입어 죽음에 이르게 만든다. 한편 오이와의 동서 오소데에게는 또한 이에몬과 같은 가문의 무사 사토 요모시치라는 약혼남이 있었다. 그녀는 그와 결혼하려 했으나, 곧 그가 암살당했다는 소문이 퍼지고, 더불어 오이와가 자결한 것을 안 그녀는 그를 단념하고 끈질기게 구애하던 나오스케 곤베에와 요모시치의 복수를 위해 결혼한다.

그러나 얼마 가지 않아 요모시치가 살아서 나타나고, 오소데와 나오스케가 피를 통한 남매라는 것을 알린다. 결국 오소데는 나오스케와 요모시치의 손에 죽게되고, 나오스케도 침통한 나머지 자살한다. 

이에몬은 밤중에 천변을 거닐다 왠 여인의 흐느낌을 듣고는 방죽아래를 살핀다. 어둡지만 왠 판자 비스무리한 것이 방죽에 기대있는 것을 보자 이에몬은 그것을 힘겹게 곧추세워 어떤 것인지 살펴보고는 그만 질겁해버리고 만다. 자결한 오이와의 시신이 판자에 묶여있던 것이다. 오이와의 시체는 갑자기 고개를 바로 세우더니, 이에몬을 향한 저주의 문구를 퍼붓는다. 대경실색한 이에몬이 보기 싫어 판자를 뒤집자, 뒷면에는 요쓰야의 시체가 존재하고 있었다. 요쓰야 또한 자신과 자신의 딸을 죽인것에 대한 보복성 저주를 퍼붓는다. 이에몬은 충격을 받아 그만 판자에서 손을 떼고, 잠시 후 괴음과 미동이 없자 궁금증에 이에몬은 다시 판자를 들춰본다. 판자에는 백골이 된 누군지 모를 시체가 묶여있었고, 이에몬이 질겁하자 백골은 순식간에 으스러져 강물가로 빠져들어갔다.

## 같이 보기
- 사라야시키
- 원령
- 바케모노
- 일본 신화
- 원귀
- 맥베스 (희곡)

## 참고 문헌
- 歌舞伎 - 김학현 著 열화당